# Verzorgingsplaats Chianti
De Verzorgingsplaats Chianti is een verzorgingsplaats in Italië langs de A1 in de gemeente Bagno a Ripoli iets ten zuiden van Florence. De naam verwijst naar de wijnstreek Chianti die zich ten zuiden van de verzorgingsplaats uitstrekt tot Siena.
Na de bouw van het eerste Europese brugrestaurant bij Fiorenzuela d'Arda kwam in de eerste helft van de jaren 60 een ware bouwgolf van brugrestaurants opgang.
Het zuidelijke deel van de A1 (Florence – Rome) werd tussen 1960 en 1964 aangelegd en de restaurantketen Pavesi kreeg o.a. drie concessies voor een brugrestaurant, waaronder Chianti, langs dit deel. De tankstations bij Chianti werden gegund aan Esso en Shell. Het wegvak bij Chianti en de verzorgingsplaats werden op 29 april 1964 geopend.
De verzorgingsplaats werd ontworpen door de Florentijnse architect Rafaello Fagnoni die met een uniek gebouw kwam. Na de forse betonconstructies van Bianchetti, de huisarchitect van Pavesi, met een magazijn op het dak ontwierp Fagnoni een ranke brugconstructie met magazijnruimtes op een verdieping tussen de toegangshallen op de begane grond en het restaurant op de brug. De kleurstelling week eveneens af van het standaard rood wit en oranje van Pavesi, met een beige daklijst en zilveren lamellen en liftkokers.
Na de opening maakte Pavesi reclame voor de verzorgingsplaats, die ongeveer halverwege Milaan en Rome ligt, als geschikte plaats voor de lunch met de slagzin "ore 13:15 arrivo a Firenze Pranzo al Pavesi" (Nederlands: 13:15 uur aankomst in Florence, lunchen bij Pavesi). Later zijn op de begane grond, aan beide zijden van de brug, bijgebouwen geplaatst voor de zogenaamde Tourist Market een supermarkt voor streekproducten. De bloeitijd kwam na tien jaar teneinde en de restaurantketens verkochten de wegrestaurants aan de staatsholding IRI die in 1977 alle restaurants in Autogrill onderbracht. Na de herprivatisering in 1995 werden de concessies herschikt en het tankstation aan de noordzijde wordt nu door Total in plaats van Shell uitgebaat.